# Groot-Brittannië op de Europese kampioenschappen atletiek 2010
Groot-Brittannië was vertegenwoordigd door 72 atleten op de Europese kampioenschappen atletiek 2010.

## Deelnemers
| Onderdeel            | Mannen | Vrouwen                                                                                                 |
| -------------------- | --- | --- |
| 100 m                | Dwain Chambers James Dasaolu Mark Lewis-Francis                                                                        | Laura Turner                                                                                            |
| 200 m                | Marlon Devonish Christian Malcolm Jeffrey Lawal Balogun                                                                | Emily Freeman                                                                                           |
| 400 m                | Michael Bingham Martyn Rooney Conrad Williams                                                                          | Lee McConnell                                                                                           |
| 800 m                | Michael Rimmer | Jenny Meadows Marilyn Okoro Jemma Simpson                                                               |
| 1500 m               | Andy Baddeley Colin McCourt Tom Lancashire                                                                             | Hannah England Lisa Dobriskey Stephanie Twell                                                           |
| 5000 m               | Mo Farah Chris Thompson                                                                                                | |
| 10,000 m             | Mo Farah Chris Thompson                                                                                                | |
| Marathon             | Andi Jones Lee Merrien Ben Moreau Dan Robinson Dave Webb Martin Williams                                               | Helen Decker Susan Partridge Michelle Ross-Cope Rebecca Robinson Holly Rush Jo Wilkinson                |
| 110/100 m horden     | William Sharman Andy Turner                                                                                            | |
| 400 m horden         | David Greene Rhys Williams Nathan Woodward                                                                             | Eilidh Child Perri Shakes-Drayton                                                                       |
| 3000 m steeplechase  | | Hatti Dean Barbara Parker                                                                               |
| Hoogspringen         | Martyn Bernard Tom Parsons                                                                                             | |
| Polsstokhoogspringen | | Kate Dennison                                                                                           |
| Verspringen          | Greg Rutherford Chris Tomlinson                                                                                        | |
| Hink-stap-springen   | Nathan Douglas Phillips Idowu                                                                                          | |
| Kogelstoten          | Carl Myerscough | |
| Zevenkamp/tienkamp   | | Jessica Ennis                                                                                           |
| 20 km snelwandelen   | | Joanna Jackson                                                                                          |
| 4 x 100 m            | James Dasaolu Marlon Devonish Leon Baptiste Jeffery Lawal Balogun Mark Lewis-Francis Christian Malcolm Craig Pickering | Montell Douglas Katherine Endacott Emily Freeman Hayley Jones Joice Maduaka Elaine O’Neill Laura Turner |
| 4 x 400 m            | Michael Bingham Richard Buck Graham Hedman Martyn Rooney Andrew Steele Rob Tobin Conrad Williams                       | Victoria Barr Lee McConnell Marilyn Okoro Nadine Okyere Nicola Sanders Perri Shakes-Drayton Kim Wall    |

## Resultaten

### 100m

#### Mannen
- Dwain Chambers
  - Ronde 1: 10.21 (Q)
  - Halve finale: 2de in 10,10 (Q)
  - Finale: 5de in 10,18
- James Dasaoulu
  - Ronde 1: 10.40 (Q)
  - Halve finale: 10de in 10,31 (NQ)
- Mark Lewis-Francis
  - Ronde 1: 10.23 (Q)
  - Halve finale: 6de in 10,21 (SB) (Q)
  - Finale:  in 10,18 (SB)

#### Vrouwen
- Laura Turner
  - Reeksen: 11,45 (Q)

### 110m horden mannen
- William Sharman
  - Reeksen: 7de in 13,60 (Q)
  - Halve finale: gediskwalificeerd
- Andy Turner
  - Reeksen: 2de in 13,48 (Q)
  - Halve finale: 4de in 13,50 (Q)
  - Finale:  in 13,28 (SB)

### 200m

#### Mannen
- Marlon Devonish
  - Reeksen: 4de in 20,68(SB) (Q)
  - Halve finale: 3de in 20,55 (Q)
  - Finale: 4de in 20,62
- Christian Malcolm
  - Reeksen: 2de in 20,63 (Q)
  - Halve finale: 4de in 20,58 (Q)
  - Finale:  in 20,38 (SB)
- Jeffrey Lawal Balogun
  - Reeksen: 15de in 20,93 (Q)
  - Halve finale: 13de in 20,85 (NQ)

#### Vrouwen
- Emily Freeman
  - Reeksen: 7de met 23,44 (Q)
  - Halve finale: 9de met 23,21 (SB) (NQ)

### 400m

#### Mannen
- Martyn Rooney
  - Ronde 1: 45,72 (Q)
  - Halve finale: 5de in 45,00 (q)
  - Finale:  in 45,23
- Conrad Williams
  - Ronde 1: 46,35(Q)
  - Halve finale: 20ste in 46,60 (NQ)
- Michael Bingham
  - Ronde 1: 45,49 (Q)
  - Halve finale: 4de in 44,88 (SB) (Q)
  - Finale:  in 45,23

#### Vrouwen
- Lee McConnell
  - Reeksen: 12de in 53,15 (NQ)

### 400m horden

#### Mannen
- David Greene
  - Reeksen: 50,11 (Q)
  - Halve finale: 1ste in 49,48 (Q)
  - Finale:  in 48,12 (EL)
- Rhys Williams
  - Reeksen: 49,35 (Q)
  - Halve finale: 2de in 49,61 (Q)
  - Finale:  in 48,96
- Nathan Woodward
  - Reeksen: 50,45 (Q)
  - Halve finale: 10de in 50,51 (NQ)

#### Vrouwen
- Eilidh Child: 
  - Ronde 1: 55.82 (Q)
  - Halve finale: 7de in 55,27 (q)
  - Finale: 8ste in 55,51
- Perri Shakes-Drayton: 
  - Round 1: 55.35 (Q)
  - Halve finale: 4de in 54,73 (PB) (Q)
  - Finale:  in 54,18 (PB)

### 800m

#### Mannen
- Michael Rimmer
  - Reeksen: 10de in 1.49,99 (Q)
  - Halve finale: 1ste in 1.47,67 (Q)
  - Finale:  in 1.47,17

#### Vrouwen
- Jenny Meadows
  - Ronde 1: 1:58.90 (Q)
  - Finale:  in 1.59,39
- Marilyn Okoro
  - Ronde 1: 2:01.33 (SB) (NQ)
- Jemma Simpson
  - Ronde 1: 1:59.18 (Q)
  - Finale: 5de in 1.59,90

### 1500m

#### Mannen
- Andy Baddeley
  - Reeksen: 3de in 3.41,46 (Q)
  - Finale: 6de in 3.43,87
- Colin McCourt
  - Reeksen: 7de in 3.41,77 (Q)
  - Finale: 9de in 3.44,78
- Tom Lancashire
  - Reeksen: 6de in 3.41,68 (Q)
  - Finale: 10de in 3.44,92

#### Vrouwen
- Hannah England
  - Reeksen: 10de in 4.06,03 (q)
  - Finale: 10de in 4.05,07
- Lisa Dobriskey
  - Reeksen: 9de in 4.06,00 (Q)
  - Finale: 4de in 4.01,54
- Stephanie Twell
  - Reeksen: 7de in 4.05,63 (q)
  - Finale: 7de in 4.02,70 (PB)

### 3000m steeple
- Hatti Dean
  - Reeksen: 9.46,43 (Q)
  - Finale: 4de in 9.30,19 (PB)
- Barbara Parker
  - Reeksen: 10.20,99 (NQ)

### 5000m mannen
- Mo Farah
  - Reeksen: 7de in 13.38,26 (Q)
  - Finale:  in 13.31,18
- Chris Thompson
  - Reeksen: 4de in 13.35,58 (Q)
  - Finale: 8ste in 13.44,42

### 10000m mannen
- Mo Farah:  in 28:24.99
- Chris Thompson:  in 28:27.33

### 20km snelwandelen vrouwen
- Joanna Jackson: 10de in 1:33.33

### 4x100m

#### Mannen
- Reeksen: 9de in 39,49 (NQ)

#### Vrouwen
- Reeksen: 10de in 44,09 (NQ)

### 4x400m

#### Mannen
- Reeksen: 3de in 3.04,09 (Q)

#### Vrouwen
- Reeksen: 3de in 3.28,01 (Q)
- Finale:  in 3.24,32

### Hoogspringen mannen
- Martyn Bernard
  - Kwalificatie: 2,26m (q)
  - Finale:  met 2,29m (SB)
- Tom Parsons
  - Kwalificatie: 2,23m (q)
  - Finale: geen geldige sprong

### Hink-stap-springen mannen
- Nathan Douglas
  - Kwalificatie: 16,80m (Q)
  - Finale: 10de met 16,46m
- Phillips Idowu
  - Kwalificatie: 17,10m (Q)
  - Finale:  met 17,81m (PB)

### Kogelstoten mannen
- Carl Myerscough
  - Kwalificatie: 10de met 19,81 (q)
  - Finale: 12de met 18,19m

### Verspringen mannen
- Chris Tomlinson
  - Kwalificatie: 3de in 8,20m (SB)(Q)
  - Finale:  met 8,23m (SB)

### Polsstokspringen vrouwen
- Kate Dennison
  - Finale: 6de met 4,55m (=SB)

### Marathon

#### Mannen
- Andi Jones: opgave
- Lee Merrien: 8ste in 2:20.42
- Ben Moreau: 24ste in 2:27.08
- Dan Robinson: 19de in 2:24.06
- Dave Webb: 16de in 2:23.04
- Martin Williams: 28ste in 2:28.30

#### Vrouwen
- Helen Decker: 21ste in 2:43.00
- Susan Partridge: 16de in 2:39.07
- Michelle Ross-Cope: 11de in 2:38.45
- Rebecca Robinson: 24ste in 2:44.06
- Holly Rush: 20ste in 2:42.44
- Jo Wilkinson: 25ste in 2:44.11

### Zevenkamp
- Jessica Ennis
  - 110m horden: 12,95 (1132ptn)
  - Hoogspringen: 1,89m (1093ptn)
  - Kogelstoten: 14,05m (797ptn)
  - 200m: 23,21 (SB) (1058ptn)
  - Verspringen: 6,43m (985ptn)
  - Speerwerpen: 46,71m (PB) (796ptn)
  - 800m: 2.10,18 (SB) (962ptn)
  - Eindklassement:  met 6823ptn (CR en EL)

Albanië · Andorra · Armenië · Azerbeidzjan · België · Bosnië en Herzegovina · Bulgarije · Cyprus · Denemarken · Duitsland · Estland · Finland · Frankrijk · Georgië · Gibraltar · Griekenland · Groot-Brittannië · Hongarije · Ierland · IJsland · Israël · Italië · Kroatië · Letland · Liechtenstein · Litouwen · Luxemburg · Macedonië · Malta · Moldavië · Monaco · Montenegro · Nederland · Noorwegen · Oekraïne · Oostenrijk · Polen · Portugal · Roemenië · Rusland · San Marino · Servië · Slovenië · Slowakije · Spanje · Tsjechië · Turkije · Wit-Rusland · Zweden · Zwitserland